# Valerij Popenčenko
Valerij Vladimirovič Popenčenko (rusky Валерий Владимирович Попенченко; 26. srpna 1937 Kuncevo – 15. února 1975 Moskva) byl sovětský boxer střední váhy.
Jeho otec byl vojenský pilot, který padl v druhé světové válce. Valerij vyrůstal v Taškentu, kam byla jeho rodina za války evakuována. V roce 1955 se stal juniorským boxerským mistrem Sovětského svazu. Pak přesídlil do Leningradu, kde narukoval k námořní pohraniční stráži a připravoval se v klubu Dynamo u Grigorije Kusikjance. V roce 1959 se poprvé stal mistrem SSSR ve střední váze a byl nominován k mezistátnímu utkání proti západnímu Německu, v němž porazil Eberharda Radzika. V zápase o kvalifikaci na letní olympijské hry 1960 v Římě ho porazil Jevgenij Feofanov, ale od roku 1961 byl Popenčenko sovětskou jedničkou ve své váhové kategorii a získal pět domácích titulů v řadě. 
Vyhrál moskevské mistrovství Evropy v boxu 1963 po finálovém vítězství nad rumunským reprezentantem Ionem Moneou. Na Letních olympijských hrách 1964 v Tokiu získal zlatou medaili ve váhové kategorii do 75 kg. Postupně vyřadil Sultana Mahmuda z Pákistánu r.s.c., Joe Darkeyho z Ghany 5:0 na body, Poláka Tadeusze Walaseka k.o. a ve finále porazil Němce Emila Schulzeho r.s.c. v prvním kole. Byla mu také udělena Cena Vala Barkera pro nejstylovějšího boxera olympiády. Na evropském šampionátu v roce 1965 titul obhájil. Pak ukončil boxerskou kariéru, v níž vyhrál 200 z 213 zápasů. Získal titul zasloužilý mistr sportu a Řád rudého praporu práce.
Od roku 1970 vedl Popenčenko tělovýchovnou katedru na Baumanově technické univerzitě v Moskvě. Tragicky zahynul ve věku 37 let, když při prohlídce rozestavěné univerzitní budovy spadl z nezajištěného schodiště. Objevily se spekulace, že nehoda byla zinscenovaná a Popenčenko se stal obětí politických intrik.
Arťom Michalkov o něm natočil životopisný hraný film Mister Knockout (2022).